# Georg Ferdinand Duckwitz

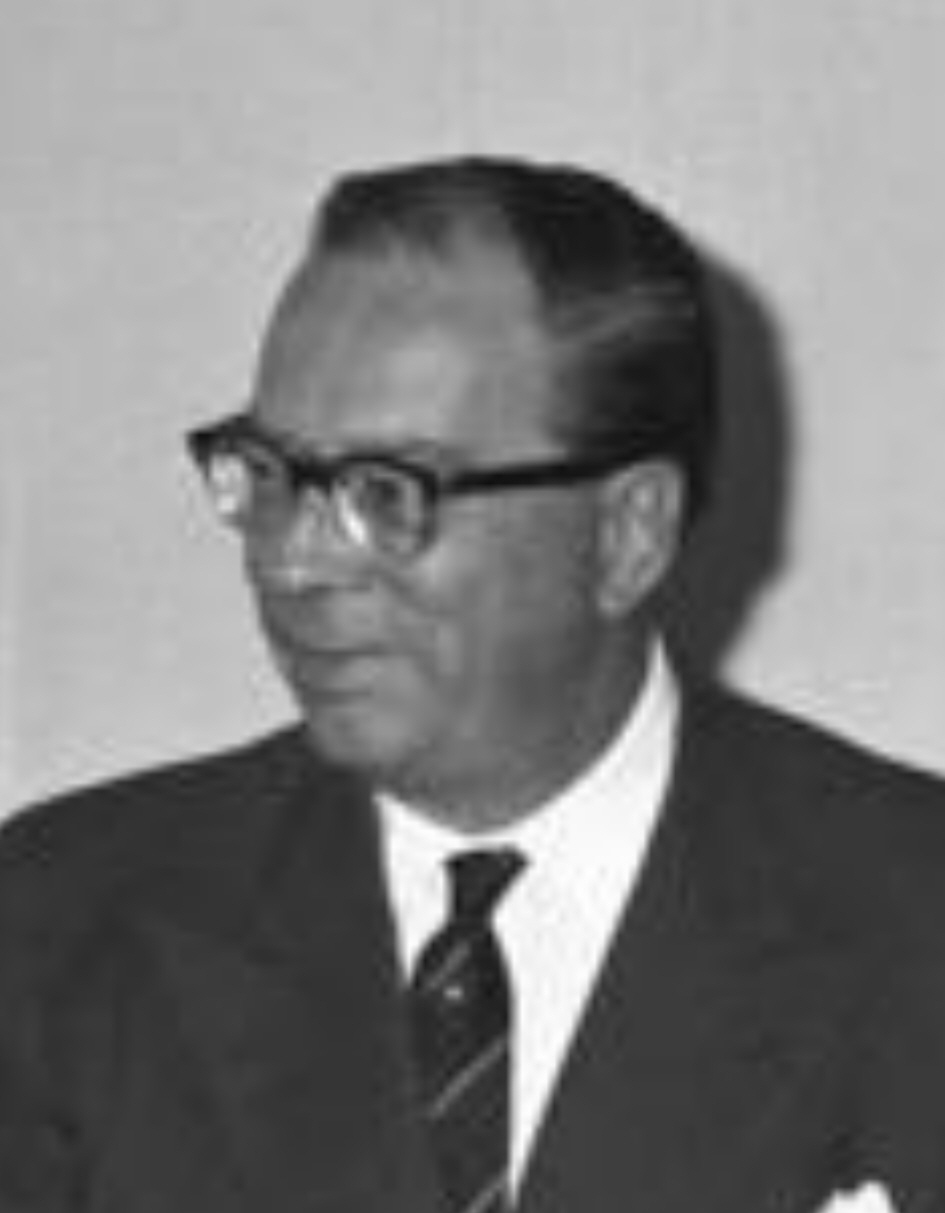
Georg Ferdinand Duckwitz (1960)

Georg Ferdinand Duckwitz (* 29. September 1904 in Bremen; † 16. Februar 1973 ebenda) war ein deutscher Diplomat, zuletzt Staatssekretär im Auswärtigen Amt. Als Dänemark unter deutscher Besatzung stand, leistete er nach herrschender Meinung – die nicht unwidersprochen geblieben ist – einen wesentlichen Beitrag zur Rettung von 7000 dänischen Juden vor dem Abtransport in die Vernichtungslager.

## Leben

### Vorkriegszeit
Duckwitz stammt aus einer alteingesessenen Bremer Kaufmannsfamilie. Sein Urgroßvater war der Bremer Kaufmann, Reichshandelsminister und Bürgermeister Arnold Duckwitz. In Bremen besuchte er das humanistische Gymnasium, dass er kriegsbedingt erst 1923 abschloss. In der Zwischenzeit leistete er militärischen Dienst in einem Freikorps. Nach dem Abitur begann er an der Albert-Ludwigs-Universität Freiburg Nationalökonomie zu studieren und schloss sich 1924 dem Corps Rhenania Freiburg an. Er brach das Studium 1925 ab und nahm daraufhin eine kaufmännische Lehre in Bremen auf.
Nach zwei Jahren trat er 1927 in den Dienst von Kaffee Hag. Sein Vorgesetzter war hier Ludwig Roselius, der eine deutliche NS-Ausrichtung seines Unternehmens verfolgte. Für die Firma ging Duckwitz 1928 als Niederlassungsleiter nach Kopenhagen. Von den Ideen Adolf Hitlers begeistert, trat er schon zum 1. November 1932 der NSDAP bei (Mitgliedsnummer 1.295.253). Kurz darauf begann er im Sommer 1933 im Außenpolitischen Amt der NSDAP (APA), das von Alfred Rosenberg geleitet wurde. Dort war er ab Anfang 1934 als Skandinavienreferent und später bis Sommer 1935 als Leiter der Südost-Abteilung tätig. Nach Seraphim sei Duckwitz einer der dienstältesten Mitarbeiter Rosenbergs im APA gewesen. Nach dem Röhm-Putsch begann Duckwitz sich innerlich von der Partei abzuwenden, ohne aber auszutreten.
Zum Sommer 1935 quittierte Georg Duckwitz den Dienst für die NSDAP und wechselte ins Reedereigeschäft, wo er als Direktionssekretär bei der Hamburg-Amerika-Linie in New York tätig wurde. Das hatte seinen Umzug nach New York City zur Folge. Nach drei Jahren kehrte er nach Hamburg zurück und wurde bei der HAPAG als Prokurist eingesetzt. Im Januar 1939 wechselte er für weitere neun Monate nach New York.

### Zweiter Weltkrieg
Mit Beginn des Zweiten Weltkrieges übernahm Duckwitz im Reichsverkehrsministerium die Aufgaben eines Schiffssachverständigen. Für die Erfüllung der damit verbundenen Aufgaben erhielt er eine Versetzung nach Kopenhagen, wo er im November 1939 an der deutschen Gesandtschaft in Dänemark die damit verbundene Verantwortung wahrnahm. Ab dem Zeitpunkt der deutschen Besetzung des Landes im April 1940 gehörte er mit zum Stab des Reichsbeauftragten für Dänemark Cécil von Renthe-Fink.

#### Duckwitz’ Rolle bei der Rettung der dänischen Juden
Nach herrschender Meinung spielte Duckwitz eine zentrale Rolle bei der Rettung der dänischen Juden. Im Rahmen seiner Tätigkeit im Stab des Besatzungsregimes erhielt er umfangreiche Informationen über wirtschaftliche, politische und militär-strategische Planungen des Dritten Reiches für Dänemark. Dazu gehörten auch Informationen über bestimmte Schritte der Eingliederung des besetzten Landes in einen Großdeutschen Wirtschaftsraum und Vorhaben zur Deportation der jüdischen Bevölkerung. So lief über seinen Tisch die logistische Planung des Seetransportes dieses Personenkreises nach Deutschland. Dieses Wissen gab er im September 1943 an dänische Kreise weiter, um Schritte zur Verhinderung zu ermöglichen. Dabei verhalf er durch seine Verhandlungspolitik Juden zur Flucht nach Schweden. Nachdem der Deportationsbefehl, durch den neuen Reichsbevollmächtigten in Dänemark Werner Best vorbereitet, am 18. September 1943 unterschrieben eintraf, konnte Duckwitz den Termin der geplanten Verhaftungsaktion durchsickern lassen und verhandelte unter Duldung Bests bereits drei Tage später in Stockholm mit der schwedischen Regierung über die Aufnahme jüdischer Flüchtlinge. Damit konnten 7000 dänische Juden vor der Deportation gerettet werden, 477 wurden in das KZ Theresienstadt deportiert, wovon 90 % überlebten. Am 29. März 1971 ehrte ihn die Holocaust-Gedenkstätte Yad Vashem für seine Rolle bei der Rettung der dänischen Juden als Gerechter unter den Völkern.
Yad Vashems Beurteilung von Duckwitz’ Beitrag zur Rettung der dänischen Juden ist uneingeschränkt positiv.

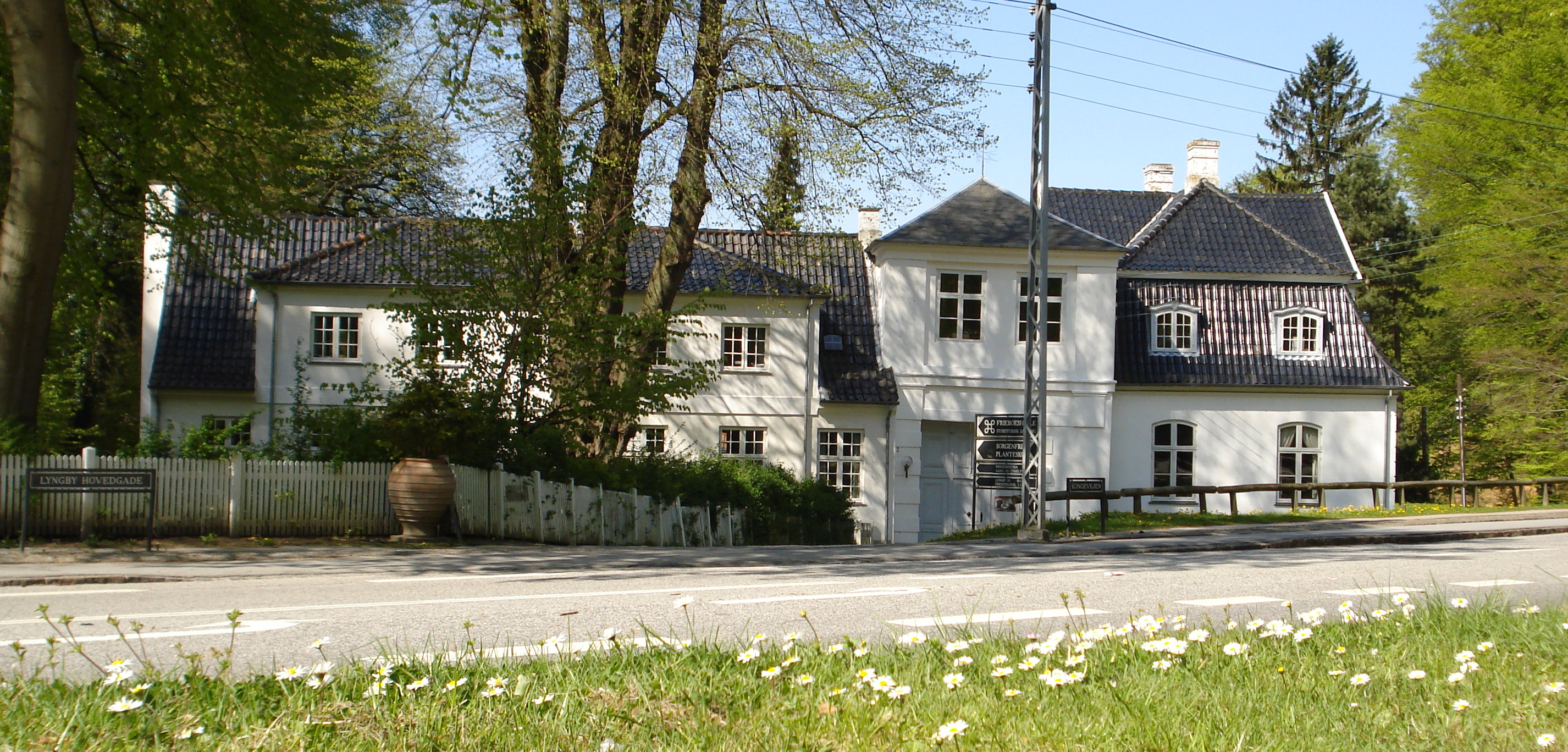
Duckwitz wohnte während und nach dem Zweiten Weltkrieg im Landhaus Frieboeshvile, Lyngby Hovedgade 2, Kongens Lyngby, Lyngby-Taarbæk Kommune. Es gibt dort heute eine entsprechende Gedenktafel.

In jüngerer Zeit wurde die Duckwitz traditionell zugeschriebene Rolle bei der Rettung der dänischen Juden teilweise in Zweifel gezogen. Der Historiker Vilhjálmur Örn Vilhjálmsson vertrat 2006 entgegen der herrschenden Meinung die Auffassung, Duckwitz habe keine bedeutende Rolle bei der Rettung der dänischen Juden gespielt und die zentrale Rolle, die ihm im Allgemeinen zugeschrieben wird, sei undokumentiert. Er schrieb, der dänische Historiker Hans Kirchhoff habe Duckwitz’ Vita während der NS-Zeit geschönt. Es gebe viele Ungereimtheiten zwischen Duckwitz’ eigener Darstellung seiner Rolle bei der Rettung der dänischen Juden und anderen Quellen.
Die Historikerin Brunstin-Berenstein (1908–1997) schrieb 1989, Duckwitz habe seine eigene Rolle bei der Rettung der dänischen Juden in ein zu positives Licht gestellt. Seine eigene Darstellung enthalte eine Reihe von Fehlern. Zwar habe Duckwitz die Dänen über die deutschen Pläne informiert, jedoch später als von ihm selbst dargestellt. Insbesondere habe Duckwitz hier nur einen Befehl seines Vorgesetzten Werner Best befolgt. Der Mythos von Duckwitz’ großen Verdiensten und seiner persönlichen Initiative zur Rettung der dänischen Juden sei unhaltbar. Dem hat zuletzt Kirchhoff 2015 mit einer differenzierenden Analyse der Vorgänge und der Rolle von Duckwitz widersprochen. Kirchhoff resümiert: „Ein Hinweis darauf, wie sein Wirken letztendlich zu bewerten ist, könnte die Art und Weise sein, in der seiner in Israel gedacht wird. Am 29. März 1971 erkannte die Jerusalemer Gedenkstätte Yad Vashem Georg Friedrich Duckwitz mit ihrer Akte Nr. 0679 den Titel Gerechter unter den Völkern zu.“

#### Kontakte zum Widerstand
Duckwitz bekam über Paul Kanstein, den Hauptabteilungsleiter II im Stab des deutschen Besatzerregimes, Kontakt zu den Widerstandskämpfern des 20. Juli 1944, insbesondere zu Ulrich von Hassell, Fritz-Dietlof Graf von der Schulenburg und anderen Mitarbeitern des Auswärtigen Amtes. Wäre der Staatsstreich erfolgreich gewesen, so hätte Duckwitz als neuer Gesandter (er hätte Best ablösen sollen) das Besatzungsregime in Dänemark und Norwegen abwickeln sollen.

### Nachkriegszeit
Nach dem Ende des Zweiten Weltkrieges kehrte Duckwitz zunächst nicht nach Deutschland zurück, sondern blieb in Kopenhagen, das ihm inzwischen eine zweite Heimat geworden war, und arbeitete dort als Vertreter der westdeutschen Handelskammern an der Knüpfung wirtschaftlicher Kontakte. Bei der Wiedergründung des Auswärtigen Amtes wurde er dort eingestellt und begann seine Tätigkeit beim Generalkonsulat in Kopenhagen als Leiter der Wirtschaftsabteilung, bevor er 1953 als Konsul nach Helsinki wechselte. 1955 kehrte er nach Kopenhagen zurück und wurde dort Botschafter der Bundesrepublik Deutschland. 1958 wurde er Leiter der Ostabteilung des Auswärtigen Amtes in Bonn. Er forderte, die Hallstein-Doktrin nicht auf die vom Deutschen Reich überfallenen Staaten wie Polen und auch nicht auf Israel anzuwenden. Man müsse hier moralische vor politische Kategorien stellen. Als er sich mit dieser Ansicht nicht durchsetzen konnte, wechselte er auf den Posten des deutschen Botschafters in Indien nach Neu-Delhi. 1965 wurde er auf eigenen Wunsch in den Ruhestand versetzt.

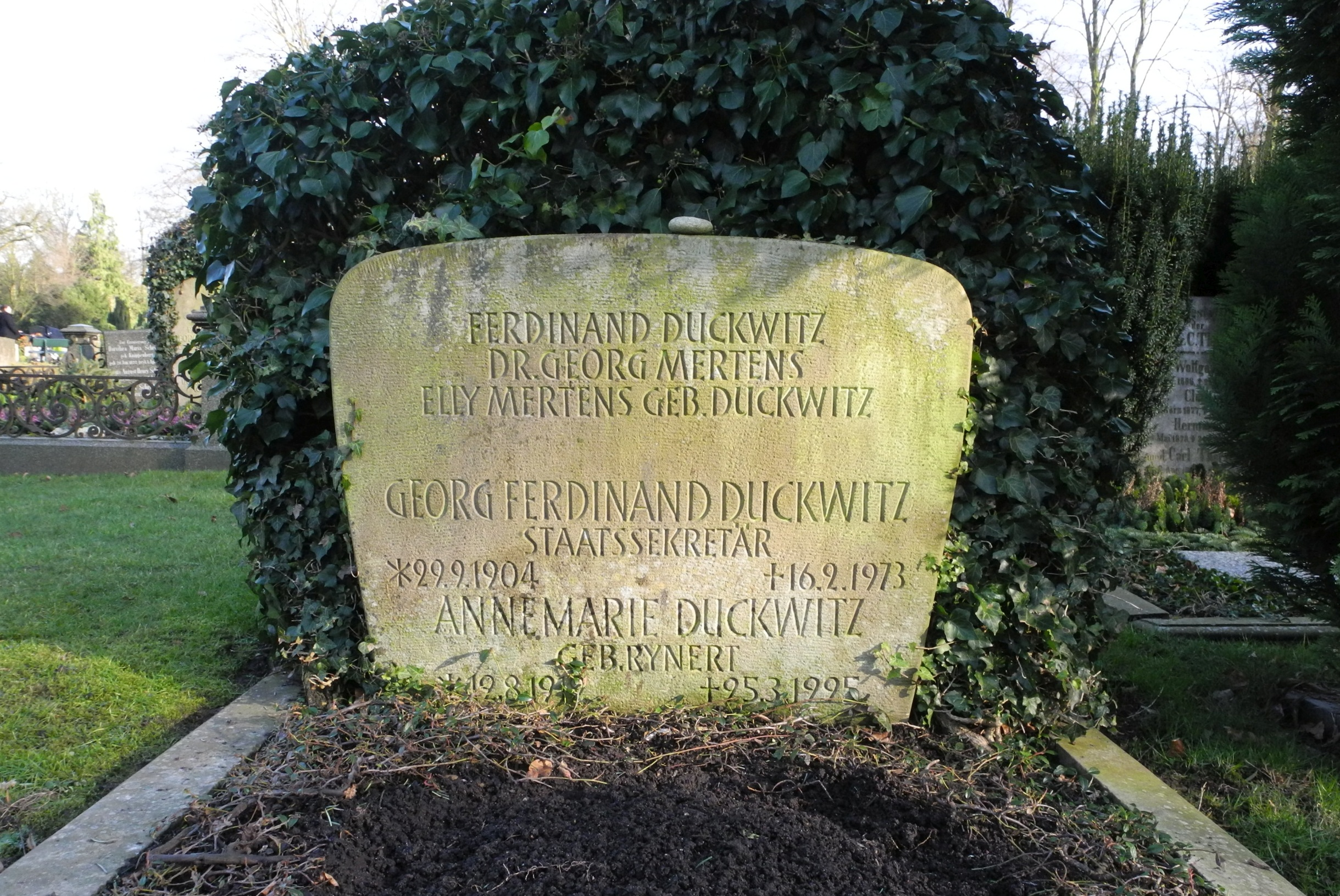
Grab auf dem Riensberger Friedhof

Duckwitz hatte aus seiner Zeit als Leiter der Ostabteilung des Auswärtigen Amtes enge Kontakte zum damaligen Regierenden Bürgermeister von Berlin Willy Brandt, mit dem er die Auffassung von der Notwendigkeit einer neuen Ostpolitik teilte. Als Brandt 1966 Bundesaußenminister wurde, holte er schon im Oktober 1967 Duckwitz als Staatssekretär in den aktiven Dienst zurück, ein Amt, das er auch unter Walter Scheel behielt. Nachdem der Warschauer Vertrag über die deutsch-polnischen Beziehungen – hier war Duckwitz der Verhandlungsführer der Bundesrepublik Deutschland – unterzeichnet worden war, trat er endgültig in den Ruhestand. Er starb am 16. Februar 1973 und wurde auf dem Riensberger Friedhof in Bremen beigesetzt (Grab V101, Koordinaten: 53° 5′ 37,2″ N, 8° 51′ 36,3″ O).
Sein Neffe zweiten Grades Edmund Duckwitz war von 2010 bis 2014 deutscher Botschafter in Mexiko.

## Ehrungen
- 1932 Falkenorden
- Goldenes Parteiabzeichen der NSDAP[15]
- 1953 Komturkreuz des dänischen Dannebrogordens
- 1957 Großes Bundesverdienstkreuz mit Stern, 1969 erhielt er das Schulterband dazu
- 1960 Großoffizier des portugiesischen Christusordens
- 1968 Orden El Sol del Perú
- 1971 wurde er von der Holocaust-Gedenkstätte Yad Vashem als Gerechter unter den Völkern geehrt.
- Die Jüdische Gemeinde Berlin verlieh ihm für seinen Einsatz 1970 den Heinrich-Stahl-Preis.
- In Bremen, Stadtteil Vegesack, wurde der Botschafter-Duckwitz-Platz (früher Kleiner Markt) nach ihm benannt.
- Eine Gedenktafel an der Deutschen Botschaft in Kopenhagen würdigt seine Verdienste.

## Veröffentlichungen
- Indien und wir: Vortrag vor dem Übersee-Club im Großen Saal des Patriotischen Gebäudes am 25. Mai 1962, gemeinsam mit Fritz Erler, Hamburg 1962
- Erindringer om et hus i Lyngby. Lyngby 1966. („Erinnerungen an ein Haus in Lyngby“)
- Die Wende im Osten. In: Außenpolitik. Jg. 1970, Heft 1.
- Jeg ved, hvad jeg har at gøre, Verlag Inter Nationes, Bonn 1985. („Ich weiß, was ich zu tun habe“)

## Film
- Die Schindlers – Retter mit Diplomatenpass, TV-Dokumentation (ZDF) u. a. über Duckwitz, von Dietmar Schulz, 2007.
- Widerstand unter Hitler, TV-Dokumentation (Radio Bremen) von Reinhard Joksch, 2017.